# Fernand Clas
Fernand Clas de son vrai nom Fernand Colas, né à Leugny dans le département de l'Yonne le 14 mai 1868 et mort à Paris dans le département de la Seine le 31 mai 1935, est un poète et écrivain français. Il écrivait en poyaudin, le patois de la région naturelle de la Puisaye.

## Biographie
Enfant, il accompagne son père Adrien Colas, maire de Leugny et vétérinaire, dans ses tournées faisant connaissance avec les paysans de la région : leur langage, leurs coutumes et leur manière de vivre inspire son œuvre. Il a exercé la profession de clerc de notaire à Paris jusqu'en 1918. Il est inhumé au cimetière de Leugny.

## Œuvres
- à Ti à Taille, Chansons de Terroir. Paris, Henri Cherest éditeur, 1905
- D'nout' temps et à c't'heu'e (récit), 1934
- Les Chevaux de bois (récit), 1934
- Ma vigne est morte (récit), 1934
- Le Nom du père (conte), 1934
- Les Vieux (récit), 1934
- Le Retour (récit), 1934
- Le Semeur (récit), 1934
- Le Linot (récit), 1934
- Le Geai (conte), 1934
- Le Facteur (conte), 1934
- J'ons par cheux nous... (récit), 1934
- Chansons de terroir (1931) Ed. Frazier-Soye 168 bd du Montparnasse Paris
- Poésies auxerroises et chansons vigneronnes

## Hommages

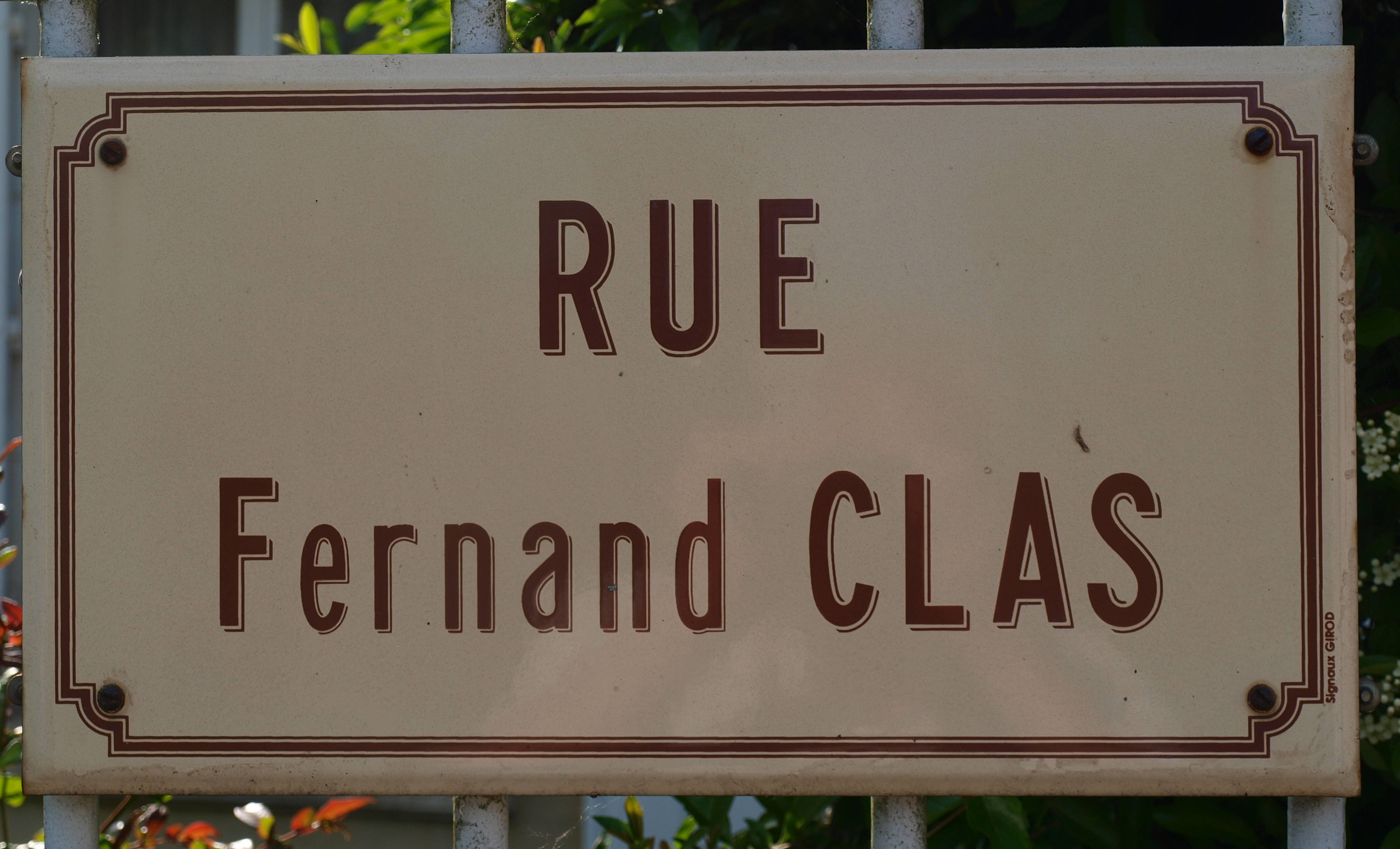
Plaque de la rue Fernand-Clas.

- Un monument a été érigé en sa mémoire le 1er septembre 1968 à Leugny[2].
- Il y a une rue Fernand-Clas à Leugny, à Toucy et à Auxerre.